# Friedrich Kuhn
Friedrich Kuhn –conocido como Fritz Kuhn– (Colonia, 24 de octubre de 1919-Múnich, 8 de enero de 2005) fue un deportista alemán que compitió en bobsleigh. Participó en los Juegos Olímpicos de Oslo 1952, obteniendo una medalla de oro en la prueba cuádruple.

## Palmarés internacional
| Juegos Olímpicos | Juegos Olímpicos | Juegos Olímpicos | Juegos Olímpicos |
| Año              | Lugar            | Medalla          | Prueba           |
| ---------------- | ---------------- | ---------------- | ---------------- |
| 1952             | Oslo (Noruega)   | Medalla de oro   | Cuádruple        |